# Независимые зелёные (Дания)
«Независимые зелёные — левая политическая партия» (дат. Frie Grønne – Danmarks nye venstrefløjsparti) — датская левая политическая партия, основанная 7 сентября 2020 года четырьмя бывшими членами партии «Альтернатива». «Независимые зеленые» описывают свою политическую программу как заботу о климате, сохранении природы и антирасизме. На всеобщих выборах 2022 года партия не добилась переизбрания своих членов в Фолькетинг, парламент Дании.

## История
Сикандар Сиддик, Уффе Эльбек и Сусанна Зиммер, бывшие на тот момент депутатами Фолькетинга, и Нико Грюнфельд, депутат Городского совета Копенгагена, покинули «Альтернативу» после обвинений в том, что новый лидер партии Жозефина Фок преследовала членов партии.
В преддверии всеобщих выборов в Дании в 2022 году новый лидер «Альтернативы» Франциска Росенкилле предложила «Независимым зелёным» и «Партии веганов» сформировать единый список, чтобы увеличить шансы «зеленых» на представительство в Фолькетинге, поскольку все три партии набирали на предвыборных опросах меньше необходимого порога в 2 %, но Сиддик отверг этот план. Позже Эльбек призвал «Независимых зелёных» и «Альтернативу» объединиться и в конце концов вернулся в старую партию, сократив число действующих депутатов «Независимых зелёных» до двух. На выборах «Независимые зелёные» получили 0,9 % голосов, тем самым не сохранив своих мест в Фолькетинге.

## Положение на 2022 год
- Места в Фолькетинге — 0/179
- Места в Европейском парламенте — 0/14
- Места в городских советах — 0/2436
- Места в областных советах — 0/205